# Canottaggio ai Giochi della XXX Olimpiade - 2 senza maschile
Il 2 senza maschile dei Giochi della XXX Olimpiade si è svolta tra il 28 luglio e il 3 agosto 2012. Hanno partecipato 13 equipaggi.
La gara è stata vinta dai neozelandesi Eric Murray e Hamish Bond con il tempo di 6'16"65, mentre l'argento e il bronzo sono andati rispettivamente ai francesi Chardin-Mortelette e ai britannici Nash-Satch

## Formato
Nel primo turno, i primi tre equipaggi di ogni batteria accedono alla semifinale, mentre gli altri competono in un ripescaggio che qualifica altri tre equipaggi. I qualificati competono in due semifinali; i primi tre classificati di ogni semifinale accedono alla finale A, che assegna le medaglie, mentre le altre alla finale B, per la classificazione dal 7º al 12º posto.

## Programma
| Data           | Ora (BST/UTC+1) | Turno      |
| -------------- | --------------- | ---------- |
| 28 luglio 2012 | 12:00           | Batterie   |
| 30 luglio 2012 | 10:10           | Ripescaggi |
| 1º agosto 2012 | 11:00           | Semifinali |
| 3 agosto 2012  | 10:20           | Finali     |

## Risultati

### Batterie
| Pos. | Atleti                            | Nazione       | Tempo   | Note |
| ---- | --------------------------------- | ------------- | ------- | ---- |
| 1    | Eric Murray Hamish Bond           | Nuova Zelanda | 6'08"50 | Q    |
| 2    | Germain Chardin Dorian Mortelette | Francia       | 6'17"22 | Q    |
| 3    | Wojciech Gutorski Jarosław Godek  | Polonia       | 6'19"98 | Q    |
| 4    | Nenad Beđik Nikola Stojić         | Serbia        | 6'23"87 | R    |
| 5    | Domonkos Széll Béla Simon         | Ungheria      | 6'46"18 | R    |

| Pos. | Atleti                        | Nazione     | Tempo   | Note |
| ---- | ----------------------------- | ----------- | ------- | ---- |
| 1    | David Calder Scott Frandsen   | Canada      | 6'23"80 | Q    |
| 2    | James Marburg Brodie Buckland | Australia   | 6'24"83 | Q    |
| 3    | Nanne Sluis Meindert Klem     | Paesi Bassi | 6'25"59 | Q    |
| 4    | Thomas Peszek Silas Stafford  | Stati Uniti | 6'26"59 | R    |

| Pos. | Atleti                                     | Nazione       | Tempo   | Note |
| ---- | ------------------------------------------ | ------------- | ------- | ---- |
| 1    | George Nash William Satch                  | Gran Bretagna | 6'16"58 | Q    |
| 2    | Niccolo Mornati Lorenzo Carboncini         | Italia        | 6'18"33 | Q    |
| 3    | Nikolaos Gkountoulas Apostolos Gkountoulas | Grecia        | 6'21"46 | Q    |
| 4    | Anton Braun Felix Drahotta                 | Germania      | 6'30"42 | R    |

### Ripescaggio
| Pos. | Atleti                       | Nazione     | Tempo   | Note |
| ---- | ---------------------------- | ----------- | ------- | ---- |
| 1    | Anton Braun Felix Drahotta   | Germania    | 6'22"76 | Q    |
| 2    | Nenad Beđik Nikola Stojić    | Serbia      | 6'26"61 | Q    |
| 3    | Thomas Peszek Silas Stafford | Stati Uniti | 6'27"41 | Q    |
| 4    | Domonkos Széll Béla Simon    | Ungheria    | 6'27"88 |      |

### Semifinali
| Pos. | Atleti                             | Nazione       | Tempo   | Note |
| ---- | ---------------------------------- | ------------- | ------- | ---- |
| 1    | Eric Murray Hamish Bond            | Nuova Zelanda | 6'48"11 | Q    |
| 2    | Niccolo Mornati Lorenzo Carboncini | Italia        | 6'55"82 | Q    |
| 3    | David Calder Scott Frandsen        | Canada        | 6'56"47 | Q    |
| 4    | Thomas Peszek Silas Stafford       | Stati Uniti   | 6'58"58 |      |
| 5    | Anton Braun Felix Drahotta         | Germania      | 7'02"16 |      |
| 6    | Nanne Sluis Meindert Klem          | Paesi Bassi   | 7'13"77 |      |

| Pos. | Atleti                                     | Nazione       | Tempo   | Note |
| ---- | ------------------------------------------ | ------------- | ------- | ---- |
| 1    | George Nash William Satch                  | Gran Bretagna | 6'56"46 | Q    |
| 2    | Germain Chardin Dorian Mortelette          | Francia       | 6'58"67 | Q    |
| 3    | James Marburg Brodie Buckland              | Australia     | 7'02"12 | Q    |
| 4    | Wojciech Gutorski Jarosław Godek           | Polonia       | 7'04"58 |      |
| 5    | Nikolaos Gkountoulas Apostolos Gkountoulas | Grecia        | 7'07"15 |      |
| 6    | Nenad Beđik Nikola Stojić                  | Serbia        | 7'07"78 |      |

### Finali
| Pos" | Atleti                                     | Nazione     | Tempo   | Note |
| ---- | ------------------------------------------ | ----------- | ------- | ---- |
| 1    | Anton Braun Felix Drahotta                 | Germania    | 6'49"93 |      |
| 2    | Thomas Peszek Silas Stafford               | Stati Uniti | 6'53"30 |      |
| 3    | Nikolaos Gkountoulas Apostolos Gkountoulas | Grecia      | 6'53"69 |      |
| 4    | Wojciech Gutorski Jarosław Godek           | Polonia     | 6'56"00 |      |
| 5    | Nanne Sluis Meindert Klem                  | Paesi Bassi | 7'05"12 |      |
| –    | Nenad Beđik Nikola Stojić                  | Serbia      |         | DNS  |

| Pos" | Atleti                             | Nazione       | Tempo   | Note |
| ---- | ---------------------------------- | ------------- | ------- | ---- |
|      | Eric Murray Hamish Bond            | Nuova Zelanda | 6'16"65 |      |
|      | Germain Chardin Dorian Mortelette  | Francia       | 6'21"11 |      |
|      | George Nash William Satch          | Gran Bretagna | 6'21"77 |      |
| 4    | Niccolo Mornati Lorenzo Carboncini | Italia        | 6'26"17 |      |
| 5    | James Marburg Brodie Buckland      | Australia     | 6'29"28 |      |
| 6    | David Calder Scott Frandsen        | Canada        | 6'30"49 |      |